# 증산군
증산군(甑山郡)은 조선민주주의인민공화국 평안남도 남서부에 위치하는 군이다.

## 지리
북쪽으로 평원군, 남쪽으로 온천군, 동쪽으로 대동군, 강서군과 접하고 서쪽은 황해에 면한다.

## 역사
| Daedongyeojido (Gyujanggak) 09-04.jpg |
| Daedongyeojido (Gyujanggak) 10-05.jpg |

- 1136년 - 강서현 증산향이 설치되었다.
- 1895년 - 증산군이 설치되었다.
- 1914년 - 강서군에 편입되면서 폐지되었다.
- 1952년 12월 - 강서군 함종면, 신정면, 증산면, 적송면, 성대면과 반석면의 9개 리를 합병해 증산군(증산읍, 23개 리)을 신설했다.
- 1958년 6월 - 안석리와 장안리 일부가 온천군에 편입되었다.
- 1959년 9월 - 마산리, 성칠리, 성삼리, 연곡리, 가장리가 대동군에 편입되었다.

## 행정 구역
1읍 17리로 구성된다.
- 증산읍 (甑山邑)
- 무본리 (務本里)
- 락생리 (樂生里)
- 광제리 (廣濟里)
- 룡덕리 (龍德里)
- 석다리 (石多里)
- 적송리 (赤松里)
- 금송리 (金宋里)
- 사천리 (沙川里)
- 문동리 (文洞里)
- 림성리 (林城里)
- 청산리 (靑山里)
- 신흥리 (新興里)
- 이압리 (二鴨里)
- 풍정리 (豊井里)
- 발산리 (鉢山里)
- 함종리 (咸從里)
- 만풍리 (滿豊里)